# إسماعيل كيتا
إسماعيل كيتا (بالفرنسية: Ismaël Keita)‏ هو لاعب كرة قدم مالي في مركز الوسط، ولد في 8 يوليو 1990 في باماكو في مالي. شارك مع منتخب مالي لكرة القدم. أما مع النوادي، فقد لعب مع نادي أنجيه ونادي باريس ونادي نانت.

## وصلات خارجية
- إسماعيل كيتا على موقع قاعدة بيانات كرة القدم.إي يو (الإنجليزية)
- إسماعيل كيتا على موقع ناشيونال فوتبول تيمز (الإنجليزية)
- إسماعيل كيتا على موقع Soccerway.com (الإنجليزية)
- إسماعيل كيتا على موقع AS.com (الإسبانية)